# Unidad mínima de cultivo
En España, se trata de un concepto jurídico cuya transcendencia afecta a ámbitos registrales, tributarios y civiles en cualquier acto de segregación, división de la cosa común y agrupación de bienes inmuebles de naturaleza rústica

## Tracto Legislativo
El concepto es emanado primero de una Ley con fecha de 15 de junio de 1954 y ampliado por una Orden Ministerial de 27 de mayo de 1958 que lo reglamentaba determinando en una tabla las dimensiones aplicables por provincias y poblaciones del país. Posteriormente se sanciona la Ley 19/1995 de título Modernización de las Explotaciones Agrarias, con fecha de 4 de julio en la que en su Artículo 23.1, viene a relativizar la tabla de aplicación mencionada anteriormente entendiendo por unidad mínima de cultivo el siguiente concepto:

...la superficie suficiente que debe tener una finca rústica para que las labores fundamentales de su cultivo, utilizando los medios normales y técnicos de producción, pueda llevarse a cabo con un rendimiento satisfactorio, teniendo en cuenta las características socioeconómicas de la agricultura en la comarca o zona.

El Artículo 23.2. de ese cuerpo legal deja librado a las comunidades autónomas determinar la extensión de la unidad mínima de cultivo para secano y para regadío en los distintos municipios, zonas o comarcas de su ámbito territorial.
Actualmente, la mayoría de las comunidades autónomas han reglamentado sobre la materia, en el ejercicio de las competencias que no sólo la propia ley, como acaba de verse, les reconoce, sino también el artículo 148 de la CE. 
Para aquellas comunidades autónomas que no hayan determinado dicho valor, sigue siendo de aplicación la Orden Ministerial de 1958. En algunos casos como el de Castilla-La Mancha por la Ley 4/2004 (18 de mayo) de Explotación Agraria y del Desarrollo Rural deja pendiente la determinación de las UMC en el plazo de un año; mientras que Aragón y La Rioja no cuentan aún con normativa propia.